# Sund, Ydre kommun
Sund är kyrkbyn i Sunds socken i Ydre kommun, Östergötlands län.
Byn där Sunds kyrka återfinns, ligger väster om ett sund mellan Stora och Lilla Sundsjön.
I anslutning till byn ligger Sunds naturreservat.

## Historia
Sund omtalas första gången 1410, men lär ju allra minst vara äldre än kyrkan och socknen. Från sent 1300-tal hölls de ordinarie häradstingen i Ydre härad vid Sundskyrka. Under 1500-talet består Sund av 1 mantal frälse och två mantal kyrkojord (det ena brukat av en landbo, det andra av klockaren).
Häradets avrättningsplats låg nära Sund intill Lilla Sundsjön.
Mittemot kyrkan ligger Klockargården som uppfördes 1818 som sockenstuga. Den påbyggdes år 1842 och blev Ydres första permanenta skolhus med undervisning fram till 1965. Idag används byggnaden som församlingshem. Söder om församlingshemmet ligger en före detta tiondebod från 1785. Ett stycke söderut ligger de rödmålade kyrkstallarna.